# Заранки
Заранки — дворянский (шляхетский) род Великого княжества Литовского герба «Корчак». Из документальных источников известен с XV века.
Фамилия Заранко происходит от «зарано»- очень рано; заблаговременно, загодя, а также зорька, утренняя звезда, зарянка.

## История рода
В Великом княжестве Литовском в конце XV — начале XVI века род Заранко владел имением Перагалины в Брестской волости. Это поместье приобрёл при короле Казимире IV отец Мартина Заранко. Королевский дворянин Мартин Заранко, занимавший пост королевского землемера, получил от короля Александра разрешение на закупку имений от брестских земель, расположенных по соседству с имением Перагалины. А в 1493 году Мартин Заранко получил от короля Александра земельные наделы и Вогынскую дубраву. Именно тогда названная Перагалина расширилась до границы с Люблинским воеводством. В 1528 году король Сигизмунд часть земель от этого надела велел забрать и заселить место Вогынь, где был построен королевский двор. Вместо этого Мартину Заранко были назначены новые наделы в другом районе.
Род дворян Заранко герба «Корчак» издавна владел поместьями и землями и многие члены этого рода занимали различные почетные должности и службы в воеводствах Брестском, Смоленском, Черниговском, Подляшском и княжестве Жмудском, о чем свидетельствуют документы и акты. Так Павел Горбовский-Заранко был Брестским городским писарем, затем назначен в Мельницкое правительство. К. Заранко-Горбовский занимал должность старосты Жмудского Земского правительства с 1710 по 1729 годы. Андрей Заранко в 1704 году был предводителем войск в Минском воеводстве.
Сегодня Заранки проживают в Беларуси, России, Польше, Украине, США, Канаде и др.